# Dransfeld
Dransfeld là một thị xã ở huyện Göttingen, trong bang Niedersachsen, Đức. Đô thị này có diện tích 28 km². Đô thị này có cự ly khoảng 12 km về phía tây của Göttingen.
Dransfeld là thủ phủ của Samtgemeinde ("đô thị tập thể") Dransfeld.